# Garypus armeniacus
Garypus armeniacus es una especie de arácnido del orden Pseudoscorpionida de la familia Garypidae.

## Distribución geográfica
Se encuentra en Armenia.